# جاكوب دافنبورت
جاكوب دافنبورت (بالإنجليزية: Jacob Davenport) هو لاعب كرة قدم بريطاني، ولد في 28 ديسمبر 1998. لعب مع بلاكبيرن روفرز.

## وصلات خارجية
- جاكوب دافنبورت على موقع قاعدة بيانات كرة القدم.إي يو (الإنجليزية)
- جاكوب دافنبورت على موقع Soccerway.com (الإنجليزية)